# Acidaliastis
Acidaliastis là một chi bướm đêm thuộc họ Geometridae.